# 姫路市立神南中学校
姫路市立神南中学校（ひめじしりつ じんなんちゅうがっこう）は、兵庫県姫路市船津町に所在する公立中学校。

## 沿革
戦後の学制改革において、船津村・山田村の2か村は当初から組合設立に動き、組合立中学校の設立に至る。2か村が姫路市に編入された後も単独校として残り、統合・分離を経験しないまま現在に至る。1962年（昭和37年）に豊富中との統合計画が持ち上がったが、地元の強い反対により実現しなかった。
- 1947年（昭和22年）5月16日 - 神崎郡船津村山田村組合立神南中学校として創立。
- 1956年（昭和31年）4月3日 - 船津村・山田村を含む3村合併にて神南町発足により神崎郡神南町立北中学校と改称する。
- 1958年（昭和33年）1月1日 - 神南町の姫路市へのに編入により姫路市立神南中学校と改称。

## 部活動

### 運動部
- 野球部
- 剣道部
- ソフトテニス部
- バレーボール部
- 女子卓球部

### 文化部
- 茶道・箏曲部
- 美術部

## 通学区域
- 姫路市立山田小学校校区及び姫路市立船津小学校校区

## 通学区域が隣接している学校
- 姫路市立豊富小中学校
- 姫路市立香寺中学校
- 福崎町立福崎東中学校
- 加西市立善防中学校